# Дніпро (єврорегіон)

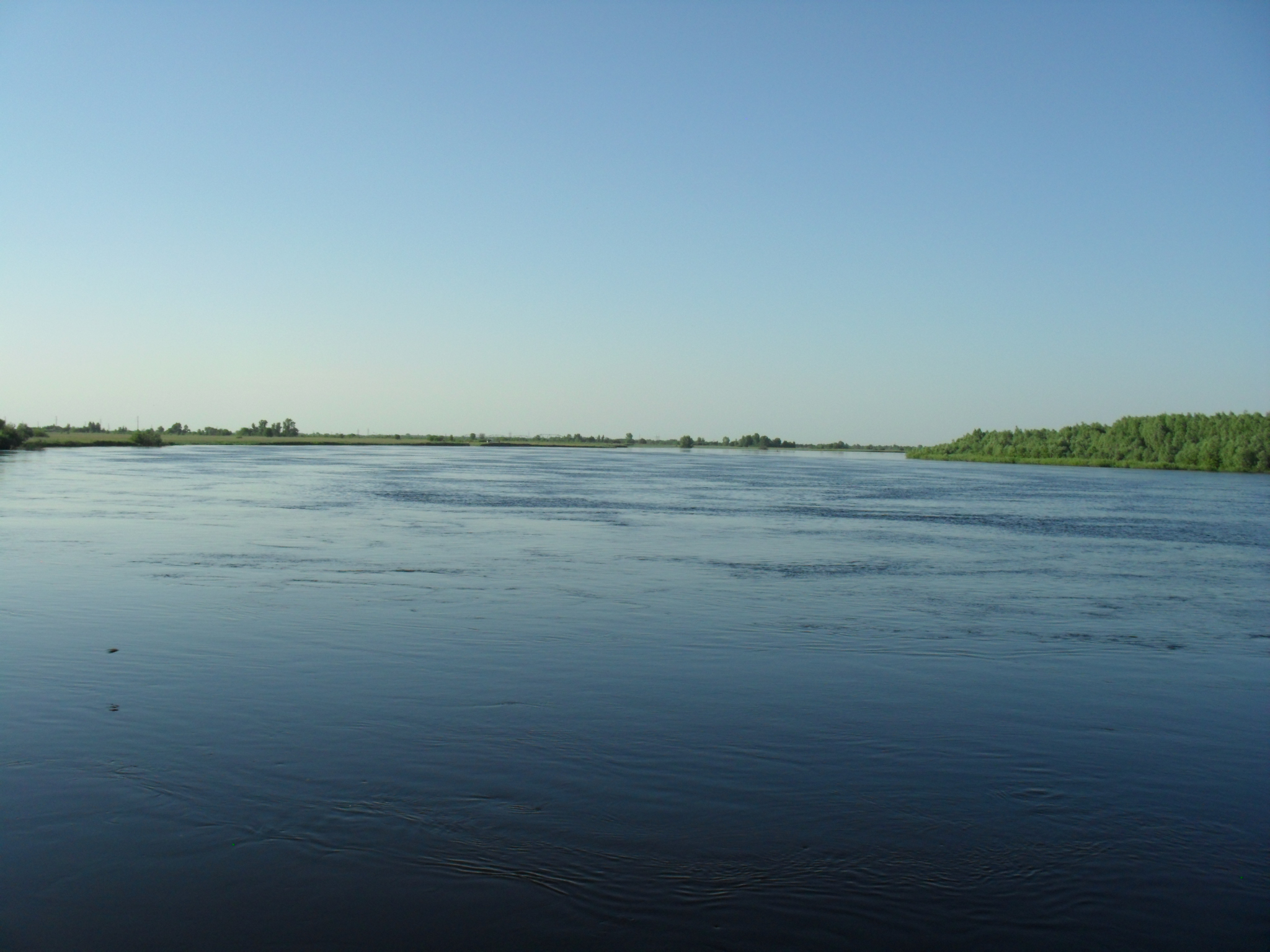
Річка Дніпро на кордоні Гомельської області Білорусі та Чернігівської області України, що межують із Брянською областю Росії.

Єврорегіон «Дніпро» (біл. еўрарэгіён «Дняпро», рос. еврорегион «Днепр») — прикордонна спільнота, створена у 2003 р. на території областей трьох держав: Брянської області Російської Федерації, Гомельської області Білорусії та Чернігівської області України. «Дніпро» стало першим єврорегіоном на пострадянському просторі, створеним без участі країн-членів та кандидатів на вступ до Європейського Союзу.

## Основні відомості
У Статуті єврорегіону «Дніпро» головною його метою називається сприяння соціально-економічному розвитку, науковому та культурному співробітництву прикордонних територій.
Структура єврорегіону включає:
- Рада Прикордонного співтовариства;
- Президія Спільноти;
- Секретаріат Співтовариства;
- координаційні бюро Секретаріату у Брянську, Гомелі та Чернігові;
- ревізійну комісію;
- робочі групи.

Як основні напрямки діяльності єврорегіону можна назвати:
- економіку та зайнятість,
- транспорт та зв'язок,
- культуру та освіту,
- туризм,
- охорона здоров'я,
- соціальну сферу,
- інфраструктуру та захист навколишнього середовища.

В галузі екології пріоритетними та першочерговими є питання, пов'язані з наслідками Чорнобильської аварії, а також проблеми басейнів річок Десни та Дніпра.

## Видання
- Археологические исследования в Еврорегионе «Днепр» в 2011 году: междунар. научный ежегодник / Черниговский нац. педагогический ун-т им. Т. Г. Шевченко. — Чернигов: Десна. Полиграф, 2012. — 168 с. ISBN 978-966-264-619-1.
- Археологические исследования в еврорегионе «Днепр» в 2012 году: междунар. сб. науч. ст. / междунар. редкол.: О. М. Демиденко (отв. ред.), Н. Н. Кривальцевич (зам. отв. ред.), О. М. Макушников (науч. ред.), Ю. В. Панков (отв. секр.) [и др.]; Гом. обл. исполн. ком., Ин-т истории НАН Б, Гом. гос. ун-т им. Ф. Скорины [и др.]. – Гомель: ГГУ им. Ф. Скорины, 2013. — 201 с. ISBN 978-985-439-791-7.
- Археологические исследования в еврорегионе «Днепр» в 2013 году: научный ежегодник / Брянский гос. ун-т им. акад. Г. И. Петровского. — Брянск, 2015. — 292 с. ISBN 978-9734-0217-4.